# Polyedriopsis
Polyedriopsis, monotipski rod slatkovodnih zelenih algi u redu Sphaeropleales čija taksonomska pripadnost porodici još nije poznata. Jedina vrsta je P. spinulosa.